# Shayba
 (novembre 2021).
Si vous disposez d'ouvrages ou d'articles de référence ou si vous connaissez des sites web de qualité traitant du thème abordé ici, merci de compléter l'article en donnant les références utiles à sa vérifiabilité et en les liant à la section « Notes et références ».
Le gisement de Shayba (arabe : حقل الشيبة; anglais : Shaybah) est l'un des gisements de pétrole géants d'Arabie saoudite, dans  la province orientale d'ach-Charqiya. Ses réserves initiales sont d'environ 15 Gbbl de pétrole et 700 G.m³ de gaz naturel. Bien que découvert en 1968, à environ 40 km de la lisière nord du désert de Rub al-Khali, à 10 km de la frontière des Émirats, et à une cinquantaine de kilomètres au sud-ouest de la partie orientale de l'oasis de liwa dans l'émirat d'Abu Dhabi, il n'est exploité qu'à partir de 1998, ce qui en fait le plus « jeune » des géants saoudiens. Tous les matériaux pour la création et la construction de Shayba ont été transportées les 800 kilomètres de Dhahran à Shayba par la route.
Actuellement[Quand ?], le gisement produit 500 kbbl/j d'un pétrole de très haute qualité. Il s'agit d'un niveau très raisonnable, puisqu'il pourrait continuer à produire à ce rythme au-delà de 2050. Mais, poussée par la nécessité de remplacer la production perdue dans d'autres gisements, la Saudi Aramco prévoit d'augmenter le débit à Shayba, peut être jusqu'à 1 Mbbl/j. La durée de vie du gisement s'en trouvera réduite d'autant. Pour le moment, tout le gaz naturel associé est réinjecté, mais à moyen terme une partie pourrait être utilisée.
Shayba a des installations de logement pour 1 000 hommes, des bureaux administratifs, une piste d'atterrissage, une caserne de pompiers, des aires de loisirs, des ateliers d'entretien et de soutien, et des centrales électriques pour la production et la distribution. Un câble de fibres optiques de 650 kilomètres relie l'installation au système principal à Abqaïq.
La poche est d'une profondeur de 1 494 mètres et d'une épaisseur de 122 mètres. L'oléoduc du champ Shayba à Abqaïq est long de 638 kilomètres. Les pipelines internes au champ totalisent 735 km.
La météo de Shayba est extrême, la température va de 10 °C les nuits d'hiver à 50 °C les journées d'été. Les tempêtes de poussière sont un événement régulier.
Le 17 aout 2019, le site subit une attaques de dix drones revendiqués par les Houthis, la seconde de leur part contre des installations pétrochimiques saoudiennes, déclenchant un « incendie limité ».